# سان جیووانی دآسو
سان جیووانی دآسو (به ایتالیایی: San Giovanni d'Asso) یک منطقهٔ مسکونی در ایتالیا است که در مونتالچینو واقع شده‌است. سان جیووانی دآسو ۶۶٫۴ کیلومتر مربع مساحت و ۹۲۰ نفر جمعیت دارد و ۳۱۰ متر بالاتر از سطح دریا واقع شده‌است.